# Aluminiumguss

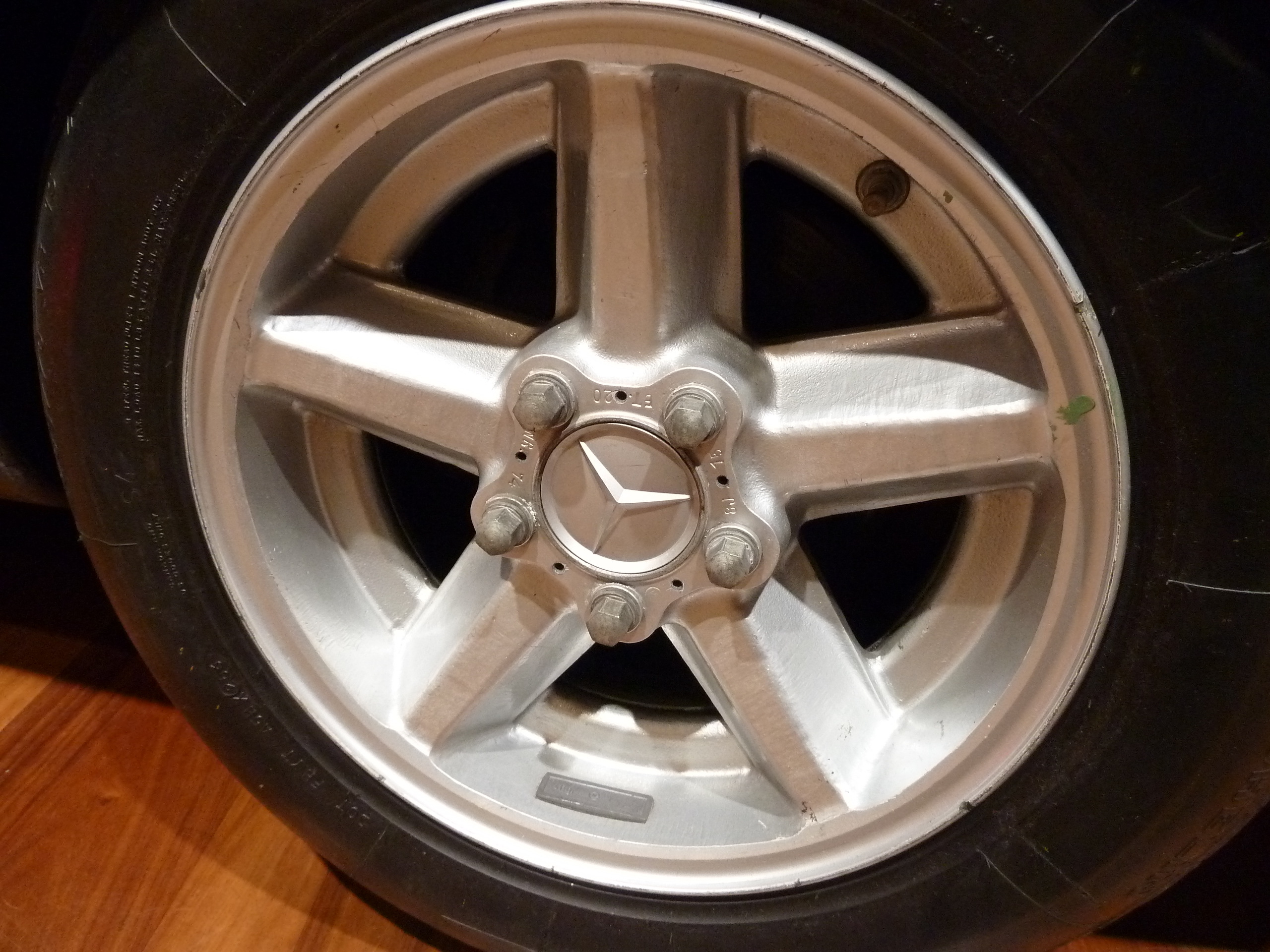
PKW-Felge aus Aluminiumguss

Aluminiumguss ist das Gießen von Aluminiumlegierungen, die als verschiedene Vorlegierungen angeliefert werden. Nach dem Schmelzen lassen sich durch die Zugabe verschiedener Legierungselemente, die in das flüssige Aluminium eingebracht werden, gezielt die Eigenschaften des Werkstoffes beeinflussen. Diese Eigenschaften sind Härte, Vibrationsabsorption, Zähigkeit und Zerspanbarkeit für die mechanische Bearbeitung. Als Legierungszusätze für Motorengehäuse und Getriebegehäuse kommen die Elemente: Kupfer, Silicium, Magnesium u. a. in Frage.
Zum Gießen werden verschiedene Verfahren angewandt:
- Beim Strangguss wird aus flüssigem Aluminium eine Gussbramme hergestellt, die nach dem Homogenisierungsglühen und Abfräsen der Seigerungszonen gewalzt werden kann.
- Aufgrund seines niedrigen Schmelzpunktes kann Aluminium auch gut im Druckguss und besonders im Aluminiumdruckguss verarbeitet werden, was vor allem im Automobilbau (Motorblock, Einspritzpumpengehäuse, Zylinderkopf) durchgeführt wird. Hier bietet Aluminium vor allem wegen seiner guten Wärmeleitfähigkeit Vorteile gegenüber Eisen.
- Stellen innere Spannungen ein Problem für den Einsatz der gegossenen Bauteile dar (z. B. bei Kolben für Verbrennungsmotoren), muss auf den Kokillenguss ausgewichen werden, mit dem allerdings eine geringere Produktivität erzielt und die Gefahr der Lunkerbildung größer werden.

Eine sehr häufig verwendete Gusslegierung ist EN AC-AL Si9Cu3 (d. h. 9 Massenprozent Silicium, 3 Massenprozent Kupfer), die aushärtbar ist und sich gut spanend nachbearbeiten lässt.